# کراپتس (استان دوبریچ)
کراپتس (به بلغاری: Krapets) یک منطقهٔ مسکونی در بلغارستان است که در شهرستان شابلا واقع شده‌است.
 کراپتس  ۲۹۰ نفر جمعیت دارد.